# Социальный евангелизм
Социа́льный евангели́зм (реже «социа́льная про́поведь», англ. Social Gospel) — движение в протестантизме, ставшее популярным в начале XX века в США и Канаде; движение применяло христианскую этику к социальным проблемам своего времени — особенно к проблемам, связанным с «социальной справедливостью», таким как экономическое неравенство и бедность, алкоголизм и преступность, межрасовая напряженность и детский труд, низкий уровень образования и опасность начала войны. Теологически, социальные евангелисты стремились претворить в жизнь Молитву Господню и обычно были постмиллениалистами — то есть верили, что Второе пришествие не сможет произойти до тех пор, пока человечество не избавится от социального зла благодаря собственным усилиям. Социальный евангелизм был более популярен среди духовенства, чем среди мирян; его лидеры были преимущественно связаны с либеральным крылом прогрессивного движения и большинство из них было теологически либерально.